# Marie-José Maassen
Marie-José Maassen is een Belgische auteur, afkomstig uit Bocholt, die bekendstaat om haar bijdragen aan culinaire publicaties. Ze heeft meegewerkt aan verschillende invloedrijke kookboeken, waaronder Ons Bakboek en Ons Kookboek, die een belangrijke rol spelen in de Vlaamse keuken. Haar werk heeft generaties thuiskoks geïnspireerd en draagt bij aan het behoud en de evolutie van de culinaire traditie in Vlaanderen.

## Opleiding
Er is weinig bekend over de opleiding van Marie-José Maassen. Haar expertise op het gebied van voeding en culinaire tradities blijkt uit haar werk als auteur en haar bijdragen aan gerenommeerde kookboeken.

## Loopbaan
Marie-José Maassen heeft zich voornamelijk toegelegd op culinaire publicaties. Ze is co-auteur van Ons Bakboek, een uitgebreide verzameling bakrecepten die sinds de eerste druk populair is in Vlaamse huishoudens. De vierde druk van dit boek verscheen in februari 1991 en bevat 404 pagina’s in kleur.
Daarnaast heeft Maassen bijgedragen aan Ons Kookboek, een iconisch kookboek dat al meer dan 80 jaar een belangrijke rol speelt in de Vlaamse keuken. In een interview uit 2020 benadrukte ze het belang van dit boek: "Ons Kookboek bepaalt tenslotte al 80 jaar wat er in Vlaanderen op tafel komt" (VILT, 2020).
Maassen is sinds 1981 verbonden aan de Katholieke Vereniging voor Landelijke Vrouwen (KVLV), nu Ferm, waar ze meewerkte aan de herzieningen van Ons Kookboek en andere culinaire publicaties. Haar actieve periode als auteur en redacteur strekte zich uit over meerdere decennia, en haar werk speelde een belangrijke rol in de evolutie van Vlaamse kookboeken. (VILT, 2020).

## Erkenning en prijzen
Hoewel er geen specifieke prijzen of onderscheidingen bekend zijn die Marie-José Maassen voor haar werk heeft ontvangen, wordt haar bijdrage aan culinaire publicaties erkend binnen de Vlaamse kookcultuur. Ons Kookboek blijft een standaardwerk en wordt nog steeds breed gebruikt door zowel beginnende als ervaren koks.

## Ons Kookboek: Geschiedenis en Impact
Ons Kookboek is een van de meest invloedrijke kookboeken in Vlaanderen. Het werd oorspronkelijk gepubliceerd in de jaren 1920 en groeide uit tot een standaardwerk voor huishoudelijke kookkunst. Het boek werd ontwikkeld door de Katholieke Vereniging voor Landelijke Vrouwen (KVLV), nu Ferm, en werd vaak gebruikt als lesmateriaal in huishoudscholen. Het boek biedt een uitgebreide verzameling van traditionele en moderne recepten, en richt zich op voedzaamheid en praktische kooktechnieken.
Door de jaren heen onderging Ons Kookboek meerdere herzieningen en uitbreidingen, waarbij rekening werd gehouden met veranderende eetgewoonten en nieuwe inzichten in voeding. Naast klassieke Vlaamse gerechten bevat het boek ook internationale recepten en richtlijnen voor gezonde voeding. Het werd een referentiepunt voor generaties thuiskoks en blijft een onmisbaar werk in vele huishoudens.